# MAZ

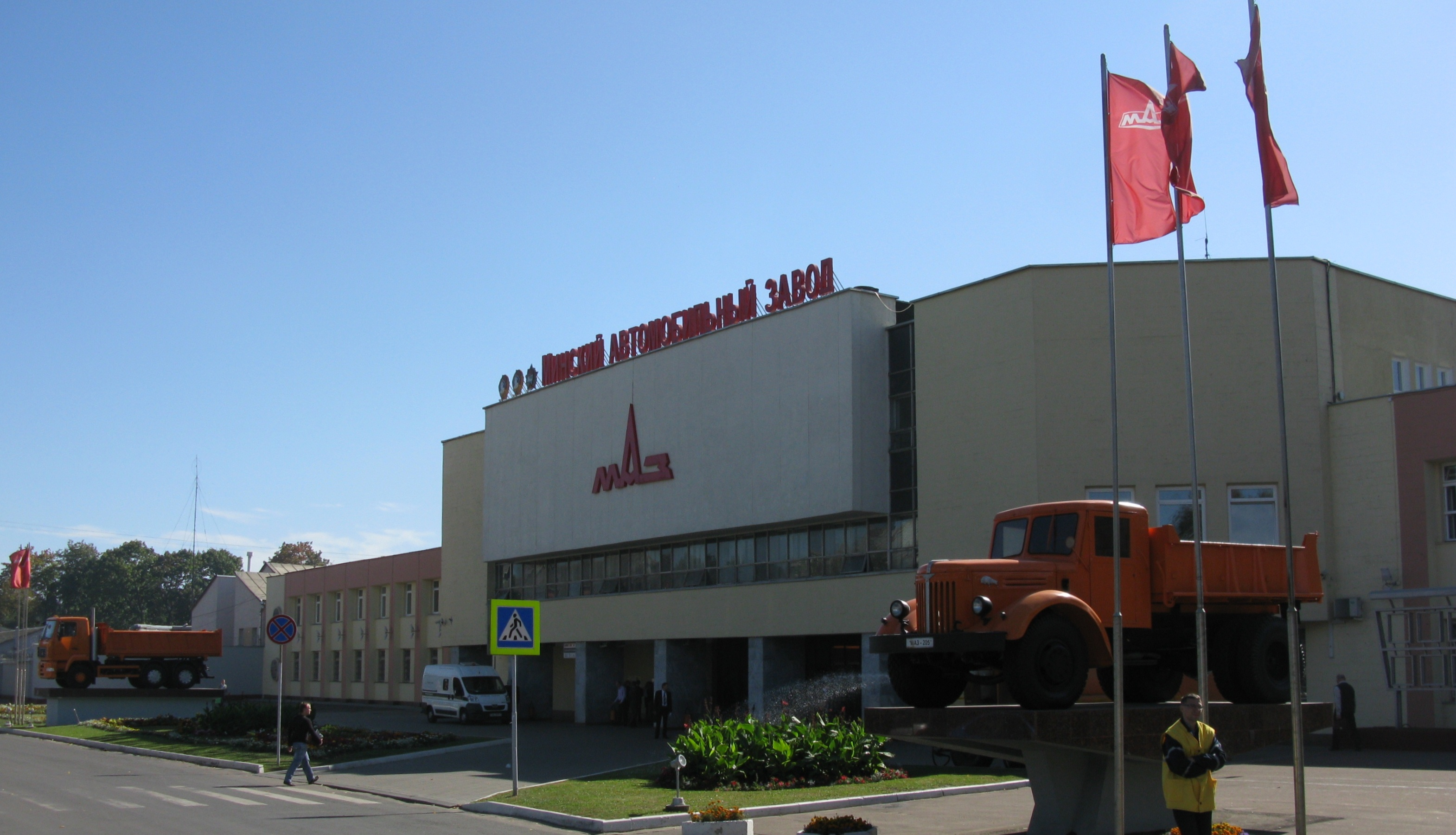
Maz huvudkontor i Minsk

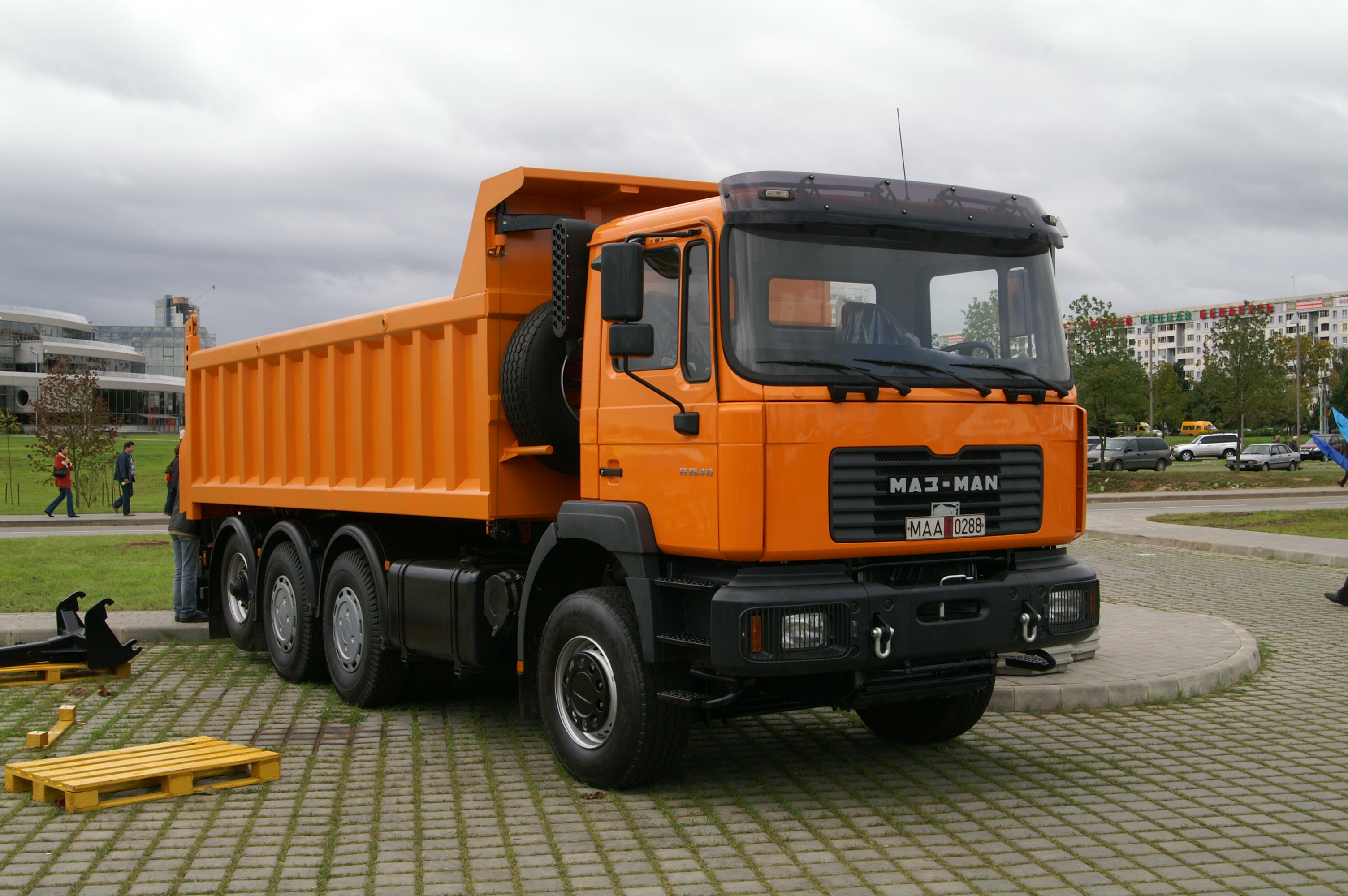
Lastbil från MAZ-MAN

MAZ (ryska:Производственное республиканское унитарное предприятие «Минский автомобильный завод» Minsky Avtomobilny Zavod) är ett statligt företag i Vitryssland. MAZ tillverkar tunga lastbilar, bussar, trådbussar och mobilkranar. MAZ tillverkar också flera modeller av kombinerade transport och avfyrningsramper för ballistiska robotar från MAZ-543 som används till Scud till den åttaaxliga MAZ-7917 som bär den interkontinentala SS-27.

## Historik
MAZ är en av Vitrysslands största och äldsta industriföretag. 1944 beslutade Sovjetunionens försvarskommitté att grunda en nyttofordonstillverkning i Minsk. Produktionen skulle innefatta lastbilar och i oktober 1947 tillverkades de första lastbilarna ur 200-serien (MAZ-205). Modellen godkändes av ministeriet för fordonstillverkning i Moskva 1948. Modellen tillverkades fram till 1960-talet. 1952 hade 10 000 lastbilar tillverkats av MAZ.
År 1951 startade tillverkningen av tunga dumprar. Denna tillverkning togs sedan över av BelAZ. 1955 följde den första MAZ-lastbilen för timmertransporter MAZ-501. 1958 började MAZ-500 och MAZ-503 tillverkas som efterträdare till MAZ-200. 1959 tillverkades den 100 000:e MAZ-lastbilen. 1966 tilldelades MAZ Leninorden och 1971 Oktoberrevolutionens orden. MAZ utvecklade för den sovjetiska militären tunga, fleraxliga lastbilar för transporter av missiler, bland annat MAZ-535, MAZ-537 och MAZ-543. 1974 bildades kombinatet AvtoMAZ för tillverkning i utöver Minsk även i Baranovichi, Osipovichi och Kaliningrad. 1975 tillverkades lastbil nr 500 000 och BelavtoMAZ bildades utifrån AvtoMAZ och Mogilevs bilfabriker. 1989 tillverkade den miljonte MAZ-lastbilen.

### MAZ-MAN
Efter Sovjetunionens fall kom MAZ att intensifiera kontakterna med MAN och sedan 1997 har företaget ett samriskföretag i MAZ-MAN. 1991 grundades dotterbolaget MZKT för produktionen av tunga, fleraxliga specialfordon under varumärket Volat. MAZ har sin största fabrik i Minsk men har också verksamhet inom koncernen BelavtoMAZ i Baranavitšy, Asipovitšy, Žodzina och Dzjaržynsk.
I april 2010 vann MAZ pris på КОМТРАНС – 2010 mot tillverkare som Scania, Volvo och Mercedes.